# Єрдаулет
Єрдауле́т (каз. Ердәулет) — село у складі Сариагаського району Туркестанської області Казахстану. Входить до складу Дарбазинського сільського округу.
До 2008 року село називалось Роз'їзд 52.
Населення — 641 особа (2021; 666 у 2009, 1014 у 1999, 469 у 1989).